# 帖木兒王朝藝術
帖木兒王朝藝術，是帖木兒帝國統治時期的一種藝術風格。帖木兒藝術以其對波斯和中國風格的使用，以及受中亞其他文明的藝術影響力而聞名。帖木兒帝國崩潰後，繼續影響著西亞和中亞的其他文化的藝術。

## 歷史
帖木兒帝國於1370年由帖木兒建立，之後征服了各個伊兒汗國的繼承國。征服了一個城市之後，帖木兒通常赦免了當地工匠的性命，並將他們帶到帖木兒帝國首都撒馬爾罕，使撒馬而罕成為伊斯蘭藝術的中心之一。15世紀中葉，帝國將首都遷至赫拉特，這成為帖木兒藝術的焦點。與撒馬爾罕一樣，波斯的工匠和知識分子很快將赫拉特確立為藝術和文化中心。 不久，許多帖木兒人都將波斯文化作為自己的文化。

## 插圖
帖木兒藝術吸收並改進了波斯傳統的“書中藝術”概念，這些插圖以其豐富的色彩和精心設計而著稱。赫拉特流派經常被視為波斯繪畫的最高境界。繪畫不限於手稿，許多帖木兒王朝藝術家也創作了錯綜複雜的壁畫。這些壁畫中許多都描繪了源自波斯和中國藝術傳統的風景。這些畫的主題是從其他文化中藉來的，帖木兒王朝壁畫最終被提煉成自己獨特的風格。

## 冶金、陶瓷和雕刻
帖木兒帝國還生產了優質的金屬製品。鋼，鐵，黃銅和青銅通常被用作媒介。帖木兒王朝鑲嵌銀的鋼通常被認為是質量特別高。帖木兒帝國崩潰後，幾種伊朗和美索不達米亞文化選擇了帖木兒王朝金屬製品。
中國風格的陶瓷是由帖木兒王朝工匠生產。玉雕也出現在帖木兒藝術中。